# Константино Чивенга
Константино Гувейа Домінік Нікадзіно Чивенга (шона Constantino Guveya Dominic Nyikadzino Chiwenga, нар. 25 серпня 1956, Уедза, Південна Родезія) — зімбабвійський військовий та політичний діяч, генерал армії.
Організував ВІйськовий переворот у Зімбабве (2017), яким закінчив правління Роберта Мугабе. З 28 грудня 2017 — Перший віцепрезидент Зімбабве.
З 29 грудня 2017 — Міністр оборони та у справах ветеранів